# Mike Ribeiro
Pour les articles homonymes, voir Ribeiro.
 (juin 2022).
Si vous disposez d'ouvrages ou d'articles de référence ou si vous connaissez des sites web de qualité traitant du thème abordé ici, merci de compléter l'article en donnant les références utiles à sa vérifiabilité et en les liant à la section « Notes et références ».
Mike Ribeiro (né le 10 février 1980 à Montréal, dans la province de Québec, au Canada) est un joueur professionnel canadien de hockey sur glace qui évoluait au poste de centre.

## Biographie

### Carrière en club
En 1997, il commence sa carrière avec les Huskies de Rouyn-Noranda dans la Ligue de hockey junior majeur du Québec. Il a été repêché par les Canadiens de Montréal lors du repêchage d'entrée dans la LNH 1998, à la 45e position. Il passe professionnel en 1999 avec les Citadelles de Québec dans la Ligue américaine de hockey. Il joue également ses premiers matchs dans la Ligue nationale de hockey avec les Canadiens. Au cours de la saison 2003-2004, il est le meneur de son club au chapitre des points récoltés, avec 65 points (20 buts et 45 aides).
Le 30 septembre 2006, Mike Ribeiro est échangé aux Stars de Dallas, avec un choix au repêchage en 2008, contre Janne Niinimaa et un choix de repêchage en 2007.
Le 22 juin 2012, lors du repêchage de la LNH, il est échangé aux Capitals de Washington contre Cody Eakin et un choix de deuxième tour à ce repêchage. Il joue ensuite pour les Coyotes de Phoenix et les Predators de Nashville avant de terminer sa carrière dans la LAH avec les Admirals de Milwaukee lors de sa dernière saison (2016-2017).

### Carrière internationale
Il représente le Canada au niveau international en sélection junior.

### Vie privée
En octobre 2024, Mike Ribeiro reconnaît sa culpabilité dans une affaire survenue en juin 2021, en admettant avoir touché des parties intimes d'une jeune femme sans son consentement. Il évite ainsi la prison et est condamné à payer une amende de 4 000 dolars.

## Statistiques

### En club
| Saison     | Équipe                   | Ligue      |       | Saison régulière | Saison régulière | Saison régulière | Saison régulière | Saison régulière |   | Séries éliminatoires | Séries éliminatoires | Séries éliminatoires | Séries éliminatoires | Séries éliminatoires |
| Saison     | Équipe                   | Ligue      | PJ    | B                | A                | Pts              | Pun              | PJ               | B | A                    | Pts                  | Pun                  |                      |                      |
| 1997-1998  | Huskies de Rouyn-Noranda | LHJMQ      | 67    | 40               | 85               | 125              | 55               | 6                | 3 | 1                    | 4                    | 0                    |                      |                      |
| 1998-1999  | Huskies de Rouyn-Noranda | LHJMQ      | 69    | 67               | 100              | 167              | 137              | 11               | 5 | 11                   | 16                   | 12                   |                      |                      |
| 1998-1999  | Canadiens de Fredericton | LAH        | -     | -                | -                | -                | -                | 5                | 0 | 1                    | 1                    | 2                    |                      |                      |
| 1999-2000  | Huskies de Rouyn-Noranda | LHJMQ      | 2     | 1                | 3                | 4                | 0                | -                | - | -                    | -                    | -                    |                      |                      |
| 1999-2000  | Remparts de Québec       | LHJMQ      | 21    | 17               | 28               | 45               | 30               | 11               | 3 | 20                   | 23                   | 38                   |                      |                      |
| 1999-2000  | Canadiens de Montréal    | LNH        | 19    | 1                | 1                | 2                | 2                | -                | - | -                    | -                    | -                    |                      |                      |
| 1999-2000  | Citadelles de Québec     | LAH        | 3     | 0                | 0                | 0                | 2                | -                | - | -                    | -                    | -                    |                      |                      |
| 2000-2001  | Citadelles de Québec     | LAH        | 74    | 26               | 40               | 66               | 44               | 9                | 1 | 5                    | 6                    | 23                   |                      |                      |
| 2000-2001  | Canadiens de Montréal    | LNH        | 2     | 0                | 0                | 0                | 2                | -                | - | -                    | -                    | -                    |                      |                      |
| 2001-2002  | Canadiens de Montréal    | LNH        | 43    | 8                | 10               | 18               | 12               | -                | - | -                    | -                    | -                    |                      |                      |
| 2001-2002  | Citadelles de Québec     | LAH        | 23    | 9                | 14               | 23               | 36               | 3                | 0 | 3                    | 3                    | 0                    |                      |                      |
| 2002-2003  | Bulldogs de Hamilton     | LAH        | 3     | 0                | 1                | 1                | 0                | -                | - | -                    | -                    | -                    |                      |                      |
| 2002-2003  | Canadiens de Montréal    | LNH        | 52    | 5                | 12               | 17               | 6                | -                | - | -                    | -                    | -                    |                      |                      |
| 2003-2004  | Canadiens de Montréal    | LNH        | 81    | 20               | 45               | 65               | 34               | 11               | 2 | 1                    | 3                    | 18                   |                      |                      |
| 2004-2005  | Espoo Blues              | SM-liiga   | 17    | 8                | 9                | 17               | 4                | -                | - | -                    | -                    | -                    |                      |                      |
| 2005-2006  | Canadiens de Montréal    | LNH        | 79    | 16               | 35               | 51               | 36               | 6                | 0 | 2                    | 2                    | 0                    |                      |                      |
| 2006-2007  | Stars de Dallas          | LNH        | 81    | 18               | 41               | 59               | 22               | 7                | 0 | 3                    | 3                    | 4                    |                      |                      |
| 2007-2008  | Stars de Dallas          | LNH        | 76    | 27               | 56               | 83               | 46               | 18               | 3 | 14                   | 17                   | 16                   |                      |                      |
| 2008-2009  | Stars de Dallas          | LNH        | 82    | 22               | 56               | 78               | 52               | -                | - | -                    | -                    | -                    |                      |                      |
| 2009-2010  | Stars de Dallas          | LNH        | 66    | 19               | 34               | 53               | 38               | -                | - | -                    | -                    | -                    |                      |                      |
| 2010-2011  | Stars de Dallas          | LNH        | 82    | 19               | 52               | 71               | 28               | -                | - | -                    | -                    | -                    |                      |                      |
| 2011-2012  | Stars de Dallas          | LNH        | 74    | 18               | 45               | 62               | 65               | -                | - | -                    | -                    | -                    |                      |                      |
| 2012-2013  | Capitals de Washington   | LNH        | 48    | 13               | 36               | 49               | 53               | 7                | 1 | 1                    | 2                    | 10                   |                      |                      |
| 2013-2014  | Coyotes de Phoenix       | LNH        | 80    | 16               | 31               | 47               | 52               | -                | - | -                    | -                    | -                    |                      |                      |
| 2014-2015  | Predators de Nashville   | LNH        | 82    | 15               | 47               | 62               | 52               | 6                | 1 | 4                    | 5                    | 4                    |                      |                      |
| 2015-2016  | Predators de Nashville   | LNH        | 81    | 7                | 43               | 50               | 62               | 12               | 0 | 2                    | 2                    | 16                   |                      |                      |
| 2016-2017  | Predators de Nashville   | LNH        | 46    | 4                | 21               | 25               | 14               | -                | - | -                    | -                    | -                    |                      |                      |
| 2016-2017  | Admirals de Milwaukee    | LAH        | 28    | 5                | 21               | 26               | 18               | 3                | 0 | 3                    | 3                    | 0                    |                      |                      |
| Totaux LNH | Totaux LNH               | Totaux LNH | 1 074 | 228              | 565              | 793              | 577              | 67               | 7 | 27                   | 34                   | 68                   |                      |                      |

### En équipe nationale
| Année | Compétition                 |   | PJ | B | A | Pts | Pun                |  | Résultat |
| 2000  | Championnat du monde junior | 7 | 0  | 2 | 2 | 0   | Médaille de bronze |  |          |

## Trophées

### Ligue de hockey junior majeur du Québec
- 1997-1998 : 
  - nommé dans l'équipe des recrues ;
  - nommé dans la seconde équipe d'étoiles ;
  - trophée Paul-Dumont décerné à la personnalité de l'année.
- 1998-1999 : 
  - trophée Jean-Béliveau décerné au meilleur buteur ;
  - nommé dans la première équipe d'étoiles.

### Ligue canadienne de hockey
- 1998-1999
  - meilleur pointeur ;
  - nommé dans la première équipe d'étoiles.

### Ligue nationale de hockey
- 2002 : participe au Match des jeunes Étoiles ;
- 2008 : participe au 56e Match des étoiles.